# Morning Has Broken
"Morning Has Broken" es un himno cristiano publicado por primera vez en 1931. Tiene letra de la autora inglesa Eleanor Farjeon inspirada en el pueblo de Alfriston en East Sussex. La músico se adaptó a partir de una melodía tradicional gaélica escocesa, "Bunessan". A menudo se canta en servicios infantiles y en funerales.
El músico pop y cantante folk inglés Cat Stevens incluyó una versión en su álbum Teaser and the Firecat de 1971. La canción se identificó con Stevens debido a la popularidad alcanzada por esta grabación. El sencillo entró en las listas de éxitos de numerosos países, llegando en las listas estadounidenses al puesto número seis de Billboard Hot 100 y al número uno en la lista Adult Contemporany en 1972.

## Orígenes
El himno apareció originalmente en la segunda edición del himnario Songs of Praise (publicado en 1931), con la melodía "Bunessan", originaria de las islas escocesas. En Songs of Praise Discussed, el editor, Percy Dearmer, explica que como era necesario un himno para dar gracias por cada día, a la poeta inglesa y autora infantil Eleanor Farjeon se le había "pedido que compusiera un poema que se adaptara a la encantadora melodía escocesa". Se puede encontrar una ligera variación del himno original, también escrito por Eleanor Farjeon, en forma de un poema contribuido a la antología Children's Bells, bajo el nuevo título de Farjeon, "A Morning Song (For the First Day of Spring)", publicado por Oxford University Press en 1957.
Tras de aparecer en Songs and Hymns of the Gael de Lachlan MacBean, "Bunessan" se utilizó en el Revised Church Hymnary (1927) y en el Apéndice (1936) del Irish Church Hymnal (1919) junto con el texto de la natividad "Child in the Manger" (Niño en el Pesebre), de la poeta escocesa Mary MacDonald (1789-1872), que vivió en la isla de Mull y nació allí, cerca del pueblo de Bunessan, que da nombre a la melodía. Después de su ascenso a la popularidad con el texto de Farjeon, la melodía se utilizó para los himnos de James Quinn "Christ Be Beside Me" y "This Day God Gives Me", ambos textos adaptados del himno tradicional irlandés "St. Patrick's Breastplate". El himno de Michael Saward "Baptized In Water" también usa la melodía.

## Grabación de Cat Stevens
La grabación de Cat Stevens, con arreglos de piano e interpretación de Rick Wakeman, dio lugar al reconocimiento internacional de la canción.
Stevens comenzó a darle forma al himno para su grabación, pero en su forma básica a penas tenía una duración de alrededor de 45 segundos. El productor Paul Samwell-Smith le dijo que nunca podría poner algo así en un álbum, y que tenía que durar al menos tres minutos, aunque una "demo" acústica de una de las primeras versiones de Stevens sí llegaba a durar casi tres minutos. Antes de la grabación, Stevens escuchó a Rick Wakeman tocar algo en la cabina de grabación. Era un esbozo de lo que más tarde sería el tema "Catherine Howard". Stevens le dijo a Wakeman que le gustaba y que quería algo similar como sección inicial, sección final y, si era posible, también una sección intermedia. Wakeman le dijo a Stevens que no podía porque su pieza estaba destinada a un álbum en solitario, pero Stevens lo convenció para que adaptara su composición. El sencillo alcanzó el puesto 9 en la lista de sencillos del Reino Unido y el puesto 6 en el Billboard Hot 100 de Estados Unidos en 1972, convirtiéndose en el sencillo más exitoso de Stevens en esta última lista.
En 2000, Wakeman grabó una versión instrumental de "Morning Has Broken" para su álbum del mismo nombre. Ese mismo año dio una entrevista en BBC Radio 5 Live en la que dijo que había aceptado colaborar en el tema de Cat Stevens por 10 libras y que estaba "destrozado" porque lo omitieron de los créditos, añadiendo que tampoco recibió el dinero. 
A su regreso a las actuaciones como Yusuf Islam, Stevens pagó a Wakeman y se disculpó por la falta de pago original, que según él se debió a la confusión y la incomprensión de la compañía discográfica. En un documental emitido en la televisión británica, Wakeman declaró que sentía que la versión de Stevens de "Morning Has Broken" era una pieza musical muy hermosa que había acercado a la gente a la verdad religiosa, por lo que expresó su satisfacción por haber contribuido.
El arreglo de Stevens cambia de tonalidad cuatro veces, con el primer, segundo y cuarto verso de la canción en do mayor, mientras que la introducción instrumental, el tercer verso y el final instrumental están en re mayor .

## Posicionamiento en listas
| Lista (1972)                                  | Puesto |
| --------------------------------------------- | ------ |
| Australia (KMR)                               | 4      |
| Canadá RPM Top Singles                        | 4      |
| Canadá RPM Adult Contemporary                 | 11     |
| Irlanda (IRMA)                                | 6      |
| Países BajosSingle Top 100                    | 5      |
| Noruega                                       | 4      |
| Nueva ZelandaOfficial New Zealand Music Chart | 3      |
| Sudáfrica (Springbok)                         | 5      |
| Reino UnidoUK Singles Chart (OCC)             | 9      |
| Estados Unidos Billboard Hot 100              | 6      |
| Estados Unidos Billboard Adult Contemporary   | 1      |
| Estados Unidos Cash Box Top 100               | 11     |

## Otras versiones
La canción ha sido grabada por numerosos artistas, incluidos The New Seekers, Judith Durham, Steven Curtis Chapman, Judy Collins, Michael Card, Floyd Cramer, Dana, Neil Diamond, Órla Fallon, Art Garfunkel, Ellen Greene, Esther Ofarim, Daliah Lavi., Joe Longthorne, Jojje Wadenius y Anni-Frid Lyngstad (2010), el Coro del Tabernáculo en la Manzana del Templo, Nana Mouskouri, Aaron Neville, Kenny Rogers, Joseph McManners, Sister Janet Mead, Mary O'Hara, Demis Roussos, Third Day, The Brilliance, Pam Tillis, Hayley Westenra, Roger Whittaker, 2nd Chapter of Acts, Libera (coro), Richard Souther y Dana Winner . Una versión de Isleville Symphonette alcanzó el puesto 24 en las listas canadienses de Adut Contemporany en septiembre de 1972.
La canción ha sido traducida al alemán ("Schön ist der Morgen", interpretada por Nana Mouskouri, y por Jürgen Henkys "Morgenlicht leuchtet" e incluida en el himnario de la Iglesia Protestante en Alemania, Evangelisches Gesangbuch, bajo el n.º 455, y también en el himnario de la Iglesia Protestante (Reformada) de Suiza, RG (reformiertes Gesangbuch), bajo el n.º 533. Además, la canción también ha sido traducida al francés ("Matin brisé", interpretada por Eva en su álbum L'orage de 1972), al holandés ( Licht Op De Lakes interpretada por Rowwen Hèze) y a otros idiomas.